# Bojne vile
Bojne vile so (bile) orožje na drogu, ki so se razvile iz kmečkih vil. Sprva so kmetje uporabljali svoje orodje kot improvizirano orožje za samoobrambo, nakar pa so se razvile prave bojne vile. Vojne vile so se razvile predvsem v Evropi med 15. in 19. stoletjem; še posebej so bile v uporabi na področju Nemčije, Italije in Francije. 
Bojne vile so po navadi imele dve osti, ki pa nista bili zakrivljeni, ampak ravni; uporabljale so se predvsem za bodenje.